# Nu ești niciodată prea tânăr
Nu ești niciodată prea tânăr (titlul original: în engleză You're Never Too Young)  este un film de comedie american din 1955. În rourile prinipale joacă actorii Dean Martin și Jerry Lewis.

## Distribuție
- Dean Martin ca Bob Miles
- Jerry Lewis ca Wilbur Hoolick
- Diana Lynn ca Nancy Collins
- Nina Foch ca Gretchen Brendan
- Raymond Burr ca Noonan
- Tommy Ivo ca Marty
- Nancy Kulp ca Marty's mama
- Veda Ann Borg ca Noonan's wife
- Mitzi McCall ca Skeets
- Emory Parnell ca Train Conductor